# Joe's Diner
Joe 's Diner és un pantònim típic dels Estats Units d'Amèrica per a un restaurant fictici o hipotètic. Encara que hi ha franquícies que usen el nom, sovint s'utilitza de manera retòrica per a descriure una empresa local o de mida reduïda, per contraposició a grans empreses conegudes. La frase "Eat at Joe 's" és un anunci típic fictici o de ficció que fa referència a un establiment menut o desconegut, i s'ha convertit en un cliché o snowclone, amb frases com Eat at Joe's. També s'ha fet notar que noms comuns com Joe fan que no es puguen registrar, i menys demandar a altre comerç amb el mateix nom. Hi ha hagut casos de restaurants anomenats així, i la popularització del pantònim feu que augmentara la popularitat dels restaurants. L'expressió Eat at Joe's s'utilitzava sovint en els dibuixos animats de Warner Bros. i MGM des de la dècada de 1940, normalment utilitzada quan apareixia una imatge d'un rètol de neó o un altre tipus de cartell publicitari.